# Брускин, Гриша
Григо́рий Дави́дович Бру́скин (англ. Grisha Bruskin, также известен как Гри́ша Бру́скин; род. 21 октября 1945[…], Москва) — российский и американский художник, эссеист, автор мемуаров.

## Биография

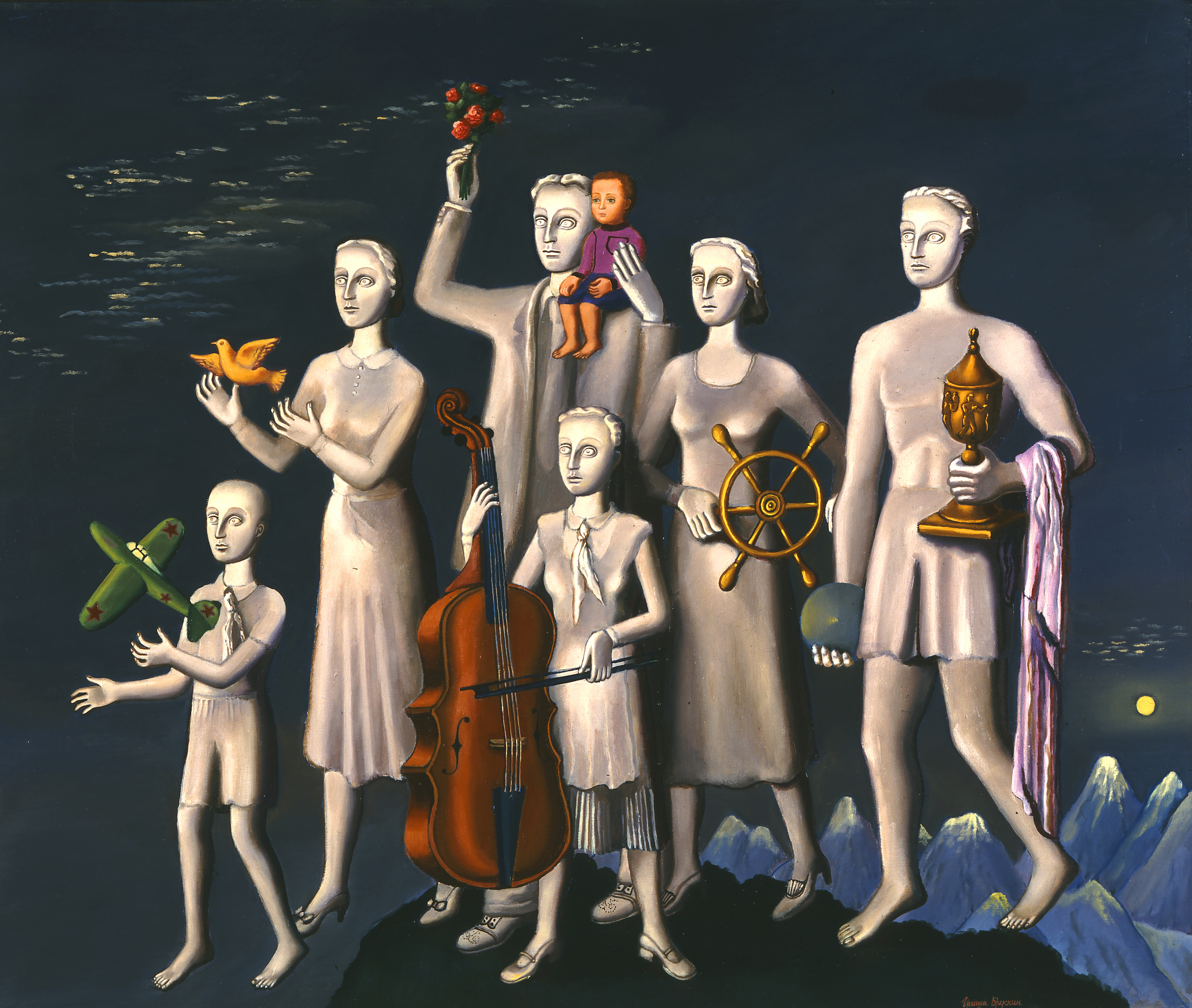
«Памятники», 1983

Родился 21 октября 1945 года в Москве. С 1963 по 1968 год учился в Московском текстильном институте (художественное отделение). В 1969 году вступил в Союз художников СССР. Мировую известность Брускину принесло участие в знаменитом московском аукционе «Сотби» (1988), на котором его работа «Фундаментальный лексикон» (1986) была продана за рекордно высокую цену. В 1999 году по приглашению немецкого правительства в качестве представителя России создал монументальный триптих «Жизнь превыше всего» для реконструированного Рейхстага в Берлине. В 2001 году опубликовал книгу мемуарного плана «Прошедшее время несовершенного вида». В 2012 году удостоен Премии Кандинского в номинации «Проект года» — за проект «Время „Ч“».
Живёт и работает в Нью-Йорке и в Москве.

## Творчество
Является одним из самых известных и успешных современных художников российского происхождения.
«В советские времена жизнь Брускина не была счастливой: персональные выставки художника запрещались с завидным постоянством, и его работы практически не были известны широкой публике. Зато уже в 1988 году Гриша Брускин был с лихвой отмщен за прежнее невнимание. Приобрёл известность своим „Фундаментальным лексиконом“ (1986), где фигурки, несущие эмблемы официальной советской культуры, сведены воедино на больших таблицах. На первом и последнем проходившем в Москве аукционе Сотби его 6 картин — самой известной из них стал „Фундаментальный лексикон“ — были проданы за рекордные для современного русского искусства цены (930 тысяч долларов). А через неделю Брускин отбыл в Америку — по культурному обмену, поработать, и сразу получил несколько предложений реализовать давно задуманные художественные проекты».
Основные темы:
- «Уже в своих первых работах „Алефбет“ и „Фундаментальный лексикон“ Брускин создал структуру, которой продолжал пользоваться в дальнейшем: в её основе — уподобление мира всеобъемлющей книге (…) Основываясь в целом на идеях каббалы, Брускин использует также в своём творчестве символы, почерпнутые из других религий и мистических учений Древнего Востока, средневекового христианства и других»[6]
- Вторая тема — социальная мифология советского периода[6]. «За что бы ни брался Брускин, за картину, шпалеру, фарфоровый сервиз или даже перформанс в соавторстве с перкуссионистом-концептуалистом Владимиром Тарасовым, неизменно выходит словарь», — пишет о нём Анна Толстова[7]

«Брускин рассматривает процесс заката советской империи в перспективе Ветхого Завета, обещающей закат и падение всех империй. Но в то же время его увлекает прежде всего эстетическая сторона этого упадка — эстетика упадка как таковая. И именно эта увлеченность побуждает его воспроизвести упадок советской культуры в виде художественного перформанса…Брускин воспроизводит историю, как осознанный фарс, то есть как искусство. То, что когда-то было историей, возвращается сегодня как художественное событие, как перформанс». Борис Гройс.
«С начала 1990-х гг. живопись Брускина становится более лаконичной: многофигурные композиции сменяются однофигурными, цвет делается локальным („Метаморфозы“). В это же время, используя образы, созданные в живописных произведениях, Брускин начинает экспериментировать с различными техниками»

## Награды и премии
- Премия «Скрипач на крыше» в номинации «Человек-легенда» (2019)[9].
- Премия Кандинского (2012) в номинации «Проект года» — за проект «Время „Ч“»[10].

## Работы находятся в собраниях
- Государственная Третьяковская галерея, Москва.
- Государственный Русский музей, Санкт-Петербург.
- Государственный музей изобразительных искусств им. А. С. Пушкина, Москва.
- Московский музей современного искусства, Москва
- Государственный центр современного искусства, Москва
- Собрание «Музея искусства авангарда» МАГМА, Москва.
- Музей ART4, Москва.
- Новый музей, Санкт-Петербург.
- Музей П. Людвига, Кёльн, Германия.
- Графический кабинет, Государственные музеи Берлина, Берлин, Германия.
- Кунстхалле, Эмден, Германия.
- Израильский музей, Иерусалим, Израиль.
- Галерея национального искусства, Каракас, Венесуэла.
- Музей современного искусства, Нью-Йорк, США.
- Музей Джейн Вурхис Зиммерли, коллекция Нортона и Нэнси Додж, Рутгерский университет, Нью-Брансуик, Нью-Джерси, США.
- Музей еврейской культуры, Нью-Йорк, США.
- Арканзасский художественный центр, Литтл-Рок, США.
- Милуокский художественный музей, Милуоки, США.
- Портлендский художественный музей, Портленд, США.
- Фонд графического искусства Ахенбаха, Музей современного искусства, Сан-Франциско, США.
- Колодзей Арт Фонд, Хайленд-парк, Нью-Джерси, США.
- Чикагский художественный институт, Чикаго, США.
- Коллекция Петра Авена, Москва.
- Коллекция Владимира и Екатерины Семенихиных, Москва.
- Коллекция Евгения Нутовича, Москва.
- Коллекция Бар-Гера, Германия / Израиль.
- Коллекция Джеймса и Мирей Леви, Лозанна, Швейцария / Нью-Йорк, США.
- Коллекция Маршалла и Морин Коган, Нью-Йорк, США.
- Коллекция Милоша Формана, Нью-Йорк, США.
- Коллекция Нины и Клода Груен, Сан-Франциско, США.
- Коллекция Эрика А. Пешлера, Цюрих, Швейцария.

## Персональные выставки
- 2022 — «Смена декораций». Третьяковская галерея (закрыта досрочно[11])
- 2017-2018 — 18 октября 2017 — 15 апреля 2018. Проходит персональная выставка Grisha Bruskin. Icone sovietiche в музее «Галереи Италии» во Дворце Леони Монтанари, Виченца.
- 2017 — 13 мая — 26 ноября. Представляет проект «Смена декораций» в российском павильоне на 57-й Венецианской биеннале современного искусства.
- 2015 — 12 февраля — 13 сентября. Проходит персональная выставка Grisha Bruskin. Alefbet: alfabeto della memoria в Фонде Кверини Стампалья, Венеция.
- 2015 — 7 мая — 22 ноября. Представляет инсталляцию «Коллекция археолога» в бывшей церкви Санта Катерина в рамках 56-й Венецианской биеннале современного искусства.
- 2013 — «H-Hour». American University Museum at the Katzen Arts Center, Washington, USA
- 2013 — «Коллекция археолога». Ударник. Культурный фонд «Артхроника». Москва.
- 2012 — «Время Ч»[12]. Мультимедиа Арт Музей, Москва
- 2010 — «Алефбет». Музей искусства и истории иудаизма, Париж, Франция.
- 2009 — «Сумерки богов». Галерея Мальборо, Нью-Йорк, США.
- 2006 — «Алефбет. Шпалера» Государственный музей изобразительных искусств имени Пушкина, Москва.
- «Мифология и мистицизм», Галерея Алекса Мееровича, Сан-Франциско, США.
- «Коллекция археолога», Галерея Патриса Тригано, Париж, Франция.
- 2005 — «Коллекция археолога». Галерея Мальборо, Монте Карло, Монако.
- 2004 — «Современная археология». Галерея Мальборо, Нью-Йорк, США.
- 2003 — «Фрагменты бесконечной книги». Музей Юденгассе, Франкфурт-на-Майне, Германия.
- 2002 — Кунстхалле, Эмден, Германия.
- 2001 — «Всюду жизнь». ГМИИ им. А. С. Пушкина, Москва / Государственный Русский музей, Санкт-Петербург.
- 2000 — Галерея Мальборо, Бока-Ратон, США.
- 1999 — «Жизнь превыше всего». Галерея Энди Иллина, Цюрих, Швейцария.
- 1998 — «Всюду жизнь». Галерея Мальборо, Нью-Йорк, США.
- 1997 — «Рождение героя». Галерея Энди Иллина, Цюрих, Швейцария.
- 1996 — «Revisions». Галерея Мальборо, Нью-Йорк, США.
- 1995 — «Мифические образы». Галерея Меерович, Сан-Франциско, США.
- 1995 — Национальный музей изобразительных искусств, Буэнос-Айрес, Аргентина.
- 1994 — «Метаморфозы». Галерея Меерович. Сан-Франциско, США.
- 1994 — «Генеральная инструкция и другие работы». Галерея Мальборо, Нью-Йорк, США.
- 1994 — «Живопись. Скульптура. Графика». Галерея Линды Харрис, Сиэтл, США.
- 1993 — «Живопись, рисунок и скульптура». Галерея Струве, Чикаго, США.
- 1992 — Государственный Русский музей, Санкт-Петербург.
- 1992 — Генеральная инструкция/Лев Рубинштейн. Другое имя. Государственный музей изобразительных искусств им. А. С. Пушкина, Москва, Россия.
- 1992 — Галерея Алекса Лахманна, Кёльн, Германия.
- 1991 — «Персональная мифология». Галерея Эрики Меерович, Сан-Франциско, США.
- 1991 — «Живопись и скульптура». Галерея Грейс Хокин, Палм-Бич, США.
- 1990 — Галерея Мальборо, Нью-Йорк.
- 1984 — Центральный Дом работников искусств, Москва].
- 1983 — Вильнюс. Литва.
- 1976 — Дом художника, Москва.

## Книги Г. Брускина
- Гриша Брускин «Подробности письмом» — М.: НЛО, 2005. — 528 с. — ISBN 5-86793-395-4
- Гриша Брускин «Мысленно вами» — М.: НЛО, 2003. — 448 с. — ISBN 5-86793-199-4
- Гриша Брускин «Прошедшее время несовершенного вида» — М.: НЛО, 2001. — 446 с. — ISBN 5-86793-121-8

Das Alphabet des Grisha Bruskin. Kunsthalle in Emden publication, 2002. — 64 c. — ISBN 3-935414-08-0
- Гриша Брускин «Алефбет» шпалера — ГМИИ имени А. С. Пушкина Москва 2006. — ISBN 5-93332-194-X, ISBN 3-938051-42-6
- Гриша Брускин «Прямые и косвенные дополнения» — НЛО, 2008. — 456 с. — ISBN 978-5-86793-566-5
- Grisha Bruskin «Past Imperfect» — Syracuse University Press, 2008. — 366 p. — ISBN 978-0-8156-0901-8, ISBN 0-8156-0901-9
- Grisha Bruskin «Alefbet» — Musee d’art et d’histoire du Judaisme, Lienart, 2010. 190 p. — ISBN 978-2-35906-024-9
- «В сторону Брускина» — НЛО, 2011. — 372 с. — ISBN 978-5-86793-843-7.
- Гриша Брускин «Время Ч» — Мультимедиа Арт Музей. Москва. 2012. — ISBN 978-5-93977-066-8.
- Гриша Брускин «Всюду жизнь» — ГМИИ имени А. С. Пушкина Москва 2001. — 274 c. — ISBN 3-935298-00-5

Grisha Bruskin. H-Hour (English language edition) Kerber Art publishes, 2012. — 203 c. — ISBN 978-3-86678-787-2
«Гриша Брускин. Коллекция археолога» — Издательство BREUS. Москва. 2013. — 182 с. — ISBN 978-5-9904620-1-4
Grisha Bruskin. Archaeologist’s Collection (English language edition) Kerber Art publishes, 2013. — 206 с. —
ISBN 978-3-86678-883-1
- Гриша Брускин «Все прекрасное — ужасно, все ужасное — прекрасно. Этюды о художниках и живописи». — НЛО, 2016. ISBN 978-5-4448-0562-6
- Grisha Bruskin «L’imparfait du temps passe». Nouvelles éditions place, 2016.  ISBN 9782376280255
- Grisha Bruskin. «Comme au cinéma» LaBaconnière, 2016  ISBN 978-2-940431-51-9
- Grisha Bruskin. «Imperfetto passato», Roma: Voland s.r.l. 2017.  ISBN 9788862433044
- Гриша Брускин «Клокочущая ярость: Революция и контрреволюция в искусстве» 2021. ISBN 978-5-98379-257-9